# Sarre, Kent
Sarre är en ort och civil parish i grevskapet Kent i sydöstra England. Orten ligger i distriktet Thanet, cirka 11 kilometer sydväst om Margate. Civil parishen hade 221 invånare vid folkräkningen år 2021.